# Pere Joan Aldomar
Pere Joan Aldomar (Barcelona, s. XV—1543) fou un compositor català.
Fou mestre de capella de la catedral de Barcelona (1506) i cantor de la capella de Ferran el Catòlic (1508). Es conserven diverses obres i villancets en diversos cançoners: en el d'Upsala i el Cancionero de palacio. La població on va néixer ens és desconeguda però és molt probable que fos de procedència gironina i que estigués emparentat amb el canonge Aldomar, enterrat a la catedral de Barcelona el 1500.
Fou nomenat mestre de cant de la seu barcelonina el 19 de gener de 1506 i succeí el mestre Bartomeu Rovira, però per poc temps, ja que el mateix any un mestre interí ocupà aquest càrrec. Entre els mesos de març i agost de 1508 es troba inscrit com a cantor de la Capella Reial de Ferran el Catòlic, ja que va ser anomenat com a tal l'1 de març del mateix any. Posteriorment a l'estiu de 1509 va succeir el teòric Juan de Espinosa com a mestre de capella a la Catedral de Toledo. Va mantenir el càrrec durant un any i després d'això no es té més informació d'ell.
Algunes de les principals col·leccions de polifonia ibèrica del final del segle xv i el començament del segle xvi, com el Cancionero Musical de Palacio, l'anomenat Cançoner de Barcelona, conservat a la Biblioteca de Catalunya, o el recull Villancicos de diversos autors a dos, a tres, a quatre, i ha cinc veus publicat a Venècia el 1556 (anomenat Cançoner del duc de Calàbria), recopilen obres d'Aldomar, especialment villancets a tres veus: En las sierras donde vengo, Di pastorcico, pues vienes i Si mi señora m’olvida. La presència del villancet ¡Ha Pelayo, qué desmayo!, arranjat a quatre veus, en una font de mitjan segle xvi com és el Cançoner del duc de Calàbria, és una prova de la vigència i popularitat d'una cançó escrita cap al 1500. Aquest villancet va gaudir de considerable popularitat.

## Obra
- En las sierras donde vengo
- Di pastorcico
- Pues vienes
- Si mi señora m’olvida
- ¡Ha Pelayo, qué desmayo!